# Liste der Kunstwerke im öffentlichen Raum in Wien/Hernals
Diese Liste der Kunstwerke im öffentlichen Raum in Hernals enthält die im „Wien Kulturgut“ (digitalen Kulturstadtplan der Stadt Wien) gelisteten Kunstwerke im öffentlichen Raum (Public Art) im Bezirk Hernals.
Gedenktafeln sind in der Liste der Gedenktafeln und Gedenksteine in Wien/Hernals angeführt.

## Kunstwerke
| Foto |                 | Name                                                                                     | Typ                                      | Standort                                                           | Künstler                       | Datierung          | Beschreibung | Metadaten |
| ---- | --------------- | ---------------------------------------------------------------------------------------- | ---------------------------------------- | ------------------------------------------------------------------ | ------------------------------ | ------------------ | --- | --- |
| ja   | Datei hochladen | Schutzmantelmadonna ID: 74130                                                            | Sakrale Kleindenkmäler                   | Alexander-Lernet-Holenia-Park. Alszeile / Himmelmutterweg Standort | Anton Sever                    | 2000               | Metallfigur einer Schutzmantelmadonna auf Steinsockel, nach einem Entwurf von Erich Huber aus dem Jahr 1960 | |
| ja   | Datei hochladen | Hirsch ID: 42431                                                                         | Profanplastiken/Kunst am Bau freistehend | Alszeile 97 – Dornbacher Straße 52 A Standort                      | Elisabeth Turolt               | 1964               | Eisenzementplastik | Standort: Wohnhausanlage |
| ja   | Datei hochladen | Plastik „Kuh mit Kalb“ ID: 41819 HERIS-ID: 63496 Objekt-ID: 76164                        | Profanplastiken/Kunst am Bau freistehend | Alszeile 118 Standort                                              | Alfred Kurz                    | 1964               | Natursteinplastik | Standort: Wohnhausanlage |
| ja   | Datei hochladen | Marterl ID: 47170                                                                        | Sakrale Kleindenkmäler                   | Amundsenstraße – Schottenhof Standort                              |                                | ca. 1905           | Über einem konischen Schaft auf rechteckigem Sockel befindet sich ein Tabernakelaufsatz mit vergitterter Segmentbogennische, darin ist eine Darstellung Marias mit dem Kind. Darauf befindet sich ein Blechdach mit Kreuz.                                                                                      | Standort: Vom Parkplatz gegenüber dem Schottenhof etwa 30 Meter in südwestlicher Richtung auf einem schmalen Waldweg                                            |
| ja   | Datei hochladen | Wegkreuz ID: 47165                                                                       | Sakrale Kleindenkmäler                   | Anton Haidlgasse 10 Standort                                       |                                |                    | Holzkreuz mit Corpus und Inschriftentafel, Inschrift: MENSCH – WO GEHST DU HIN? / BEDENKE, DASS ICH DEIN ERLÖSER BIN / DASS ICH SOVIEL GELITTEN HAB / FÜR DICH! / DARUM BLEIBE STEHEN / UND GRÜSSE MICH | Standort: Vor KGV Siedlung Schafberg |
| ja   | Datei hochladen | Schrammel-Denkmal „Die Musikinstrumente des Schrammel-Quartetts“ ID: 42060               | Denkmäler                                | Dornbacher Str./Alszeile Standort                                  | Eduard Robitschko              | 1967               | Darstellung der Instrumente des Schrammel-Quartetts aus Untersberger Marmor | Standort: Parkanlage |
| ja   | Datei hochladen | Hl. Johannes von Nepomuk ID: 47164                                                       | Sakrale Kleindenkmäler                   | Dornbacher Straße 124 A Standort                                   |                                | 2. Viertel 18. Jh. | Der Heilige Johannes Nepomuk steht auf einem quadratischen Sockel und trägt Kruzifix sowie Märtyrerpalme in der Hand. | Standort: Im Vorgarten |
| ja   | Datei hochladen | Alszauberbrunnen ID: 58678 HERIS-ID: 62240 Objekt-ID: 74767                              | Brunnen                                  | Elterleinplatz Standort                                            | Carl Philipp                   | 1932               | In einem weiten runden Steinbecken sitzen auf einem hohen Mittelsockel Putten, die einen Trabenkranz halten. Am Rand des Beckens befinden sich lebensgroße Bronze-Sitzfiguren der Mitglieder des Schrammel-Quartetts.                                                                                           | Standort: vor Haus Nr. 12 |
| ja   | Datei hochladen | Leopold-Stephan-Haeckl-Reichsritter-von-Rosenstein-Peschnitz-Grab ID: 74210              | Grabmäler/Grabhaine                      | Hernalser Hauptstraße 100 Standort                                 |                                |                    | Grab des Reichsritters Leopold von Rosenstein-Peschnitz, der den Grund des Rosensteinparks der Gemeinde Hernals vermachte | Standort: Städtische Wohnanlage, hinterer Hof. |
| ja   | Datei hochladen | Mühlstein ID: 47169                                                                      | Denkmäler                                | Hernalser Hauptstraße 108 Standort                                 |                                |                    | Stein der alten Dornbacher Mühle, der 1954 gefunden wurde | Standort: Auf dem Grünstreifen zwischen Haupt- und Nebenfahrbahn                                                                                                |
| ja   | Datei hochladen | Markstein ID: 47163                                                                      | Denkmäler                                | Hernalser Hauptstraße 169 Standort                                 |                                | 1732               | Markstein für den Beginn der Hernalser Wasserleitung | Standort: Im Grünstreifen zwischen Haupt- und Nebenfahrbahn |
| ja   | Datei hochladen | Kreuz Vulgo: Türkenkreuz ID: 74135 HERIS-ID: 62241 Objekt-ID: 74768                      | Sakrale Kleindenkmäler                   | Hernalser Hauptstraße 180 Standort                                 |                                |                    | Holzkruzifix auf Steinsockel, dessen Korpus wahrscheinlich aus dem 19. Jahrhundert stammt und in der Zwischenkriegszeit hier aufgestellt wurde. Es gilt als Denkmal für die Türkenkriege. | |
| ja   | Datei hochladen | Dr.-Bruno-Kreisky-Denkmal ID: 91451                                                      | Denkmäler                                | Hernalser Hauptstraße 230 Standort                                 | Leopold Grausam, jun.          | ca. 1987           | Gedenkstele für Bruno Kreisky aus geschliffenem roten Marmor | Standort: Vor dem Eingang zur Wohnhausanlage |
| ja   | Datei hochladen | Steinzeugplastik „Einundneunzig“ ID: 41058                                               | Profanplastiken/Kunst am Bau freistehend | Hernalser Hauptstraße 230 / Alszeile 57-63 Standort                | Hermann Painitz                | ca. 1985 (?)       | Plastik aus Steinzeug | Standort: Bruno Kreisky Hof |
| ja   | Datei hochladen | Keramikplastik „Kachelblock“ („Tortenstück“) und Kachelwand Vulgo: Tortenstück ID: 78411 | Profanplastiken/Kunst am Bau freistehend | Hernalser Hauptstraße 230 Standort                                 |                                | ca. 1985           | Das Kunstwerk besteht aus einem fünfteiligen Wandbild mit rechteckigen Darstellungen auf einer Betonwand, ein tortenstückähnlicher Betonteil mit derselben Dekoration ist vorgelagert. | Standort: Bruno Kreisky Hof |
| ja   | Datei hochladen | Bezirksgedenkstätte Hernals „Verfolgung, Widerstand und Freiheitskampf“ ID: 92423        | Denkmäler                                | Hernalser Hauptstraße / Julius-Meindl-Gasse Standort               | Maria Anwander, Ruben Aubrecht | 2015               | Betonquader mit Matrixanzeige, auf der – alle paar Minuten wechselnd – der Name eines Hernalser Widerstandskämpfers angezeigt wird | Standort: Park der Freiheit SCD 20676 |
| ja   | Datei hochladen | Eisbär und Seehund ID: 47172 HERIS-ID: 63771 Objekt-ID: 76459                            | Profanplastiken/Kunst am Bau freistehend | Jörgerstraße 46-48, Pezzlpark vor dem Jörgerbad Standort           | Otto Jarl                      | 1902               | Figur eines Eisbären und eines am Rücken liegenden Seehundes, ursprünglich im Pezzlpark aufgestellt | Standort: Im Grünstreifen |
| ja   | Datei hochladen | „Flora Mystica“ ID: 62222                                                                | Profanplastiken/Kunst am Bau freistehend | Lidlgasse / Roggendorfgasse Standort                               | Hermann Walenta                |                    | Betonplastik | |
| ja   | Datei hochladen | Blauer Herrgott ID: 47167                                                                | Sakrale Kleindenkmäler                   | Neuwaldegger Straße / Ecke Artariastraße Standort                  |                                | vor 1840           | Hohes Holzkreuz mit Blechkorpus und rundem Metalldach | Standort: Am Gehsteig |
| ja   | Datei hochladen | Hl. Veronika ID: 47166                                                                   | Sakrale Kleindenkmäler                   | Ottakringer Straße / Ecke Veronikagasse Standort                   |                                | 1. Viertel 18. Jh. | Farbige Holzfigur der Heiligen Veronika mit Schweißtuch | Standort: In der Ecknische des Hauses Ottakringer Nr. 24 |
| BW   | Datei hochladen | Plastik „Ohne Titel“ Vulgo: „Aufbruch“ ID: 41074                                         | Profanplastiken/Kunst am Bau freistehend | Ottakringer Straße 9-15 Standort                                   | Ulrike Truger                  |                    | Figurengruppe aus Stein | Standort: Wohnhausanlage |
| ja   | Datei hochladen | Zwei sitzende Figuren ID: 41287                                                          | Profanplastiken/Kunst am Bau freistehend | Pointengasse 13 / Andergasse 12-22 Standort                        | Oskar Bottoli                  | 1958               | Sandsteinplastik | Standort: Wohnhausanlage |
| ja   | Datei hochladen | Ziehharmonikaspieler ID: 42430                                                           | Profanplastiken/Kunst am Bau freistehend | Pointengasse 13 / Andergasse 12 – 22 Standort                      | Elisabeth Turolt               | 1958               | Zementplastik | Standort: Wohnhausanlage |
| ja   | Datei hochladen | Brunnengestaltung „Abstrakte Darstellungen“ ID: 41174 HERIS-ID: 48743 Objekt-ID: 52289   | Profanplastiken/Kunst am Bau freistehend | Rosenackerstraße / Goldscheidgasse 1 / Steinmüllergasse Standort   | Wander Bertoni                 | 1953               | Freistehender Brunnen aus Zement mit glasierter Keramik | Standort: Wohnhausanlage |
| ja   | Datei hochladen | Zwei kämpfende Hähne ID: 42529                                                           | Profanplastiken/Kunst am Bau freistehend | Rötzergasse 47 Standort                                            | Herbert Schwarz                | 1963               | Bronzeplastik | Standort: Kindergarten |
| ja   | Datei hochladen | Obelisken Vulgo: „Maria-Theresien-Schaukel“ ID: 47161                                    | Profanplastiken/Kunst am Bau freistehend | Park des Schlosses Neuwaldegg – Schwarzenbergallee Standort        |                                | 2. Viertel 18. Jh. | An der Schwarzenbergallee des Schlossparks Neuwaldegg befinden sich zwei ca. drei Meter hohe Obelisken mit Kartuschen auf gebauchten Sockeln. Einer trägt die Inschrift Kyselak. Der Legende nach soll Maria Theresia zwischen den Obelisken eine Schaukel angebracht haben.                                    | Standort: Auf einer Anhöhe der Allee, kurz bevor es Richtung Marswiese bergab geht – links und rechts der Allee                                                 |
| ja   | Datei hochladen | Lacy-Grabmal Vulgo: „Moritzruhe“ ID: 47171                                               | Grabmäler/Grabhaine                      | Schwarzenbergpark Standort                                         |                                | ca. 1794           | Über rundem Stufensockel befindet sich eine Grabkapelle in Form eines dorischen Tempels. Im Inneren befinden sich die beiden Gruftdeckel von Franz Moritz Graf Lacy und dessen Neffen Georg Graf Browne. An den Wänden befinden sich Marmortafeln mit Wappen, Wahlsprüchen und Lebensgeschichte der Begrabenen. | Standort: Gegenüber der Mündung der Artariastraße in die Höhenstraße führt von dieser ein Weg in den Wald (Schwarzenbergpark) – zum Grab sind es etwa 100 Meter |
| ja   | Datei hochladen | Ares Ludovisi Vulgo: Marsfigur ID: 47162                                                 | Profanplastiken/Kunst am Bau freistehend | Schwarzenbergpark – Schwarzenbergallee – Marswiese Standort        | Johann Martin Fischer          | 1774               | Kopie einer antiken Marsstatue, die im Lacyschen Landschaftsgarten aufgestellt war | Standort: In der Wiese gleich neben der Allee – gegenüber der Tennisplätze                                                                                      |
| ja   | Datei hochladen | Borghesischer Fechter ID: 78428                                                          | Profanplastiken/Kunst am Bau freistehend | Schwarzenbergpark Standort                                         | Johann Martin Fischer          | 1774               | Steinerner Torso einer männlichen Figur in Fechthaltung mit Baumstamm auf Sockel | Standort: Revier Neuwaldegg |
| ja   | Datei hochladen | Gartenausstattung Schloss Neuwaldegg ID: 48389                                           | Profanplastiken/Kunst am Bau freistehend | Waldegghofgasse 3-5 Standort                                       | Matthias Bernhard Braun        | ca. 1719           | Rest des 1891 umgestalteten Barockgartens: Putti, Zwerge, Vasen und Brunnen | Standort: Garten |